# Sonnets portugais
Sonnets portugais (titre original : Sonnets from the Portuguese) est l'œuvre la plus connue, au titre volontairement ambigu, d'Elizabeth Barrett Browning. Composé de 44 sonnets, ce recueil, publié en 1850, est une œuvre très personnelle, véritable hymne à sa relation avec son mari, Robert Browning. Celui-ci, après une première rencontre, acceptée avec réticence, en mai 1845, sait peu à peu gagner son cœur, pour l'enlever ensuite à l'autorité de son père, le 12 septembre 1846, l'épouser aussitôt, et s'enfuir ensemble pour l'Italie.

## Le titre

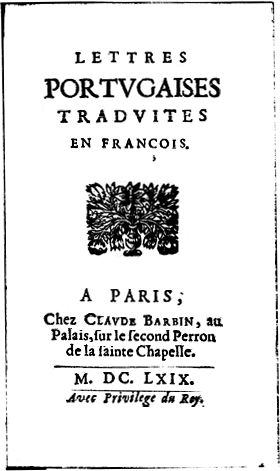
Les Lettres portugaises, publiées en 1669 par Claude Barbin.

Il y a plusieurs raisons à ce titre, Sonnets from the Portuguese, dont on ne sait, a priori, si Portuguese concerne la langue ou une personne prétendument de nationalité portugaise. La seule certitude est que from exprime la provenance.
On le traduit généralement par « la Portugaise », parce qu'on en connaît le contexte, mais il est presque certain que le titre initialement voulu a été « Sonnets à partir du portugais » ou « traduits du portugais », souvent raccourci en français avec « Sonnets portugais ». En effet, Elizabeth Barrett les écrit pendant sa correspondance amoureuse avec Robert Browning, et ce dernier, qui les a connus sur le tard, trois ans après le mariage, insiste pour qu'elle les publie, lui remontrant qu'aucun ensemble de sonnets n'a existé d'aussi remarquable depuis Shakespeare.
Browning a expliqué les réticences de son épouse : (« […] tout ce retard, parce qu'il s'était trouvé que, quelque temps auparavant, j'avais dit ne pas être favorable à ce qu'on mît son amour en vers, puis encore quelque chose qui allait en sens contraire […], et le lendemain matin, elle dit sur un ton hésitant « Est-ce que tu sais que j'ai écrit des poèmes sur toi ? », puis « Les voici, s'il t'intéresse d'y jeter un coup d'œil ». […] Je revois bien le geste, j'entends les inflexions de la voix […] Après quoi, je m'occupai de la publication […] On a fait une tentative de camouflage en laissant de côté un sonnet se référant clairement à une publication antérieure, mais après, on l'a remis quand les gens ont décidé d'enlever le masque autrefois de rigueur […]. Mais moi, je ne m'en suis jamais soucié. »,,. De toute façon, Elizabeth persiste à préserver son intimité et songe à un déguisement littéraire. Sa première idée est un camouflage particulièrement exotique pour l'époque, Sonnets from the Bosnian (« Sonnets bosniens »), mais Browning l'incite à changer le nom de la nationalité.

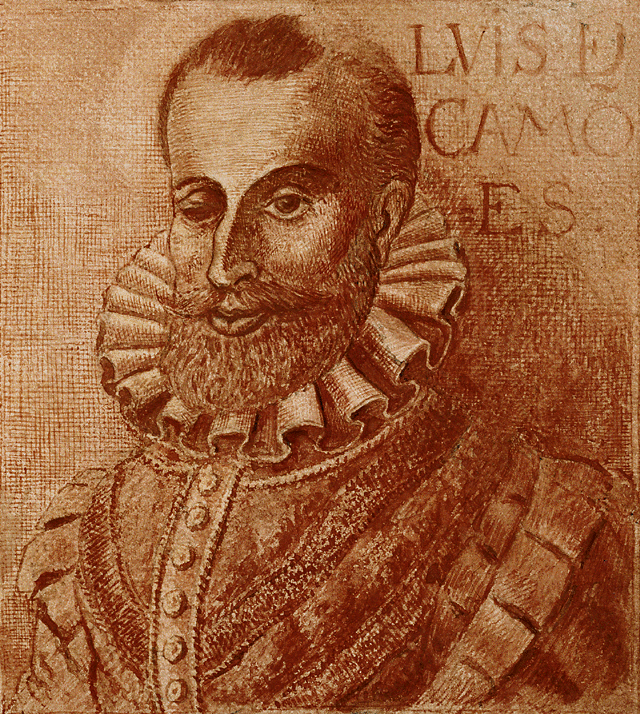
Luis de Camoens.

Le mot « Portuguese » (« portugais ») est retenu à un double titre, personnel et littéraire : en privé, Elizabeth porte le petit nom de « Portuguese » en raison de son teint très mat (elle est d'ascendance anglo-jamaïcaine créole) et des tenues noires d'apparence gothique ; de plus, ces amants cultivés connaissent et admirent les Lettres portugaises de Claude Barbin, publiées à Paris en 1669. Il s'agit d'un roman épistolaire enflammé écrit par Gabriel-Joseph de la Vergne, comte de Guilleragues (1628-1685), pair de France, diplomate, secrétaire du Prince de Conti et ami des sommités littéraires du XVIIe siècle, en particulier Madame de Sévigné, Boileau et Racine. Enfin, Elizabeth a écrit un poème intitulé Catarina to Camoens, chantant un amour désespéré avec des rimes suivant un schéma traditionnel de la versification portugaise, que Robert Browning admire beaucoup.

### Le chant d'amour

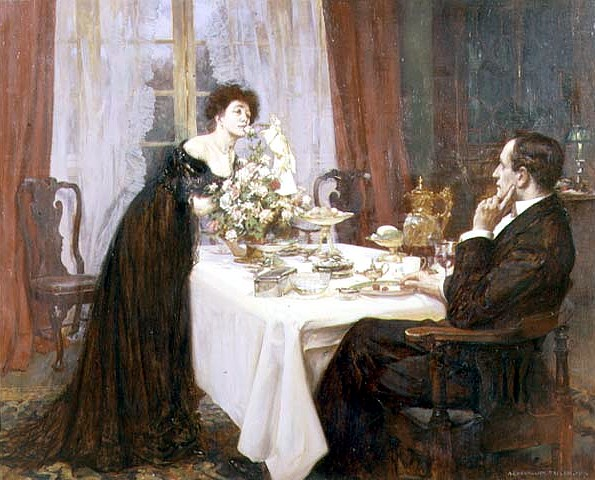
Elizabeth Barrett Browning — The anniversary :
« I love thee to the level of every day's most quiet need »
(Sonnets portugais, n° XLIII).
Tableau d'Albert Chevallier Tayler — 1909.

« De l'âme de cette petite chose à demi paralysée, l'amour de Browning, si fort et si confiant en la vie, produit comme par enchantement la plus belle œuvre poétique jamais écrite par une femme depuis Sappho — les Sonnets from the Portuguese ».
De fait, les 44 sonnets composant ce recueil sont tous des poèmes très personnels publiés en 1850, et non prétendument en 1847 à Reading, comme a pu le laisser accroire la Reading Version, éditée par Thomas James Wise (1859-1937), collectionneur réputé mais qu'un pamphlet démasque pour s'être fait une spécialité des faux littéraires. Ils décrivent la naissance, puis le développement du sentiment éprouvé par Elizabeth pour son correspondant si célèbre, si sobrement passionné et toujours si respectueux. Dans une lettre à Mrs Martin, elle fait un éloge vibrant de la force d'âme, du courage, de l'intégrité de Robert Browning.
Dans sa lettre du 4 mars 1845 déjà citée, elle écrit à Browning qu'elle se voit comme un « a blind poet » (« un poète aveugle ») n'ayant vécu qu'intérieurement mais qui, malgré les manques qu'a entraînés sa claustration, a réalisé de grandes découvertes sur la nature humaine par la pratique de la conscience de soi et de l'introspection. Cependant, ajoute-t-elle, « Ô combien, en tant que poète, voudrais-je échanger quelque chose de cet incapable savoir, pesant et encombrant, contre une expérience de la vie et de l'homme » ([…] How willingly I would as a poet exchange some of this lumbering, ponderous, helpless knowledge of books, for some experience of life & man…) .
Peu à peu, elle laisse paraître sa lente mais constante avancée vers la certitude que l'amour ainsi offert est sincère et profond, et tout cela culmine en une explosion de bonheur d'autant plus jubilatoire qu'il est tardif (Elizabeth Barrett, qui n'est pas encore Browning, a 40 ans et est l'aînée de Browning de six ans). Tel est, en particulier, le cas dans l'avant-dernier sonnet, le XLIIIe, le plus célèbre et le plus souvent cité.
Cette série progresse donc de sonnet en sonnet, depuis la méfiance (après tout, Elizabeth reçoit de nombreuses lettres d'admirateurs et elle connaît « la vanité et l'inconstante des hommes »), puis la reconnaissance d'une sincérité troublante et jamais démentie, les tentations de rejeter cet aimé pour se sentir indigne de lui, l'acceptation de sa passion sans espoir de réciprocité, l'impuissance à puiser son inspiration poétique ailleurs que dans cet amour enfin accepté, et, au bout du compte, l'audace suprême qui la jette hors d'elle-même, hors de son refuge, de sa famille, de sa jeunesse finissante pour lui en conférer une nouvelle, quasi triomphante. Dans le sonnet XLII, elle s'exclame : « […] "Mon futur ne sera pas la copie au propre de mon passé" / Mon ange gardien a justifié / Ce mot par son ardent regard dirigé / Vers le blanc trône de Dieu, je me suis tourné enfin, / Et là, à sa place, je t'ai vu, toi, l'allié des anges en ton âme ! » ("My future will not copy fair my past […] / My ministering life-angel justified / The word by his appealing look upcast / To the white throne of God, I turned at last, / And there, instead, saw thee, not unallied / To angels in thy soul! […]), et elle ajoute dans sa lettre à Robert du 29 mars 1845 : « Dieu vous bénisse, et justifie ce qui a été par ce qui sera […] et me laisse libre de ne gâcher jamais aucun de vos soleils ! ».
Comme l'écrit Lauraine Jungelson, « Les Sonnets traduits du portugais sont légitimement considérés comme la plus belle œuvre d'Elizabeth Browning, peut-être parce que la poétesse, habituellement critiquée pour l'absence de clarté de ses métaphores, a su discipliner son talent dans la stricte forme du sonnet qui a l'avantage d'imposer l'utilisation d'une seule image, et de favoriser l'expression cohérente de sentiments intimes. […] leur beauté et leur intérêt sont constitués par le récit dramatique de l'évolution amoureuse d'une femme »,.

### Un sonnet, n° XLIII
| How do I love thee? Let me count the ways How do I love thee? Let me count the ways. I love thee to the depth and breadth and height My soul can reach, when feeling out of sight For the ends of Being and ideal Grace. I love thee to the level of everyday's Most quiet need, by sun and candle-light. I love thee freely, as men strive for Right; I love thee purely, as they turn from Praise. I love thee with a passion put to use In my old griefs, and with my childhood's faith. I love thee with a love I seemed to lose With my lost saints, - I love thee with the breath, Smiles, tears, of all my life! - and, if God choose, I shall but love thee better after death. | Comment t'aimé-je ? Laisse-moi t'en compter les façons. Comment t'aimé-je ? Laisse-moi t'en compter les façons. Je t'aime du tréfonds, de l'ampleur et de la cime De mon âme, lorsque, invisible, elle aspire Aux fins de l'Être et de la Grâce idéale. Je t'aime au doux niveau du besoin de chaque jour, À la lumière du soleil et de la chandelle. Je t'aime en liberté, comme on tend au Juste ; Je t'aime en pureté, comme on fuit la Louange. Je t'aime de la passion dont j'usais Dans les chagrins, et de ma confiance d'enfant. Je t'aime d'un amour qui semblait perdu Envers mes saints de jadis, - je t'aime du souffle, Sourires, larmes de toute ma vie ! - et si Dieu en décide, Je t'aimerai mieux encore dans la mort. |